# Macropanax baviensis
Macropanax baviensis är en araliaväxtart som först beskrevs av René Viguier, och fick sitt nu gällande namn av C.B.Shang. Macropanax baviensis ingår i släktet Macropanax och familjen Araliaceae. Inga underarter finns listade.